# 샤오허구
샤오허구(한국어: 소하구, 중국어: 小河区, 병음: Xiǎohé Qū)는 중화인민공화국 구이저우성 구이양시의 옛 행정구역이다. 2012년 11월 화시구에 합병되었다.